# 함자 함자올루
함자 함자올루(튀르키예어: Hamza Hamzaoğlu, 1970년 1월 15일 ~ )는 튀르키예의 은퇴한 축구 선수이자, 현 축구 감독이다.